# Yelena Gulyayeva
Pour les articles homonymes, voir Gouliaïeva.
Yelena Gulyayeva (en russe : Елена Гуляева ; née Rodina (Родина) le 14 août 1967 à Moscou) est une athlète russe spécialiste du saut en hauteur. Affiliée au Moskva Trade Union, elle mesurait 1,82 m pour 64 kg.

## Biographie
Elle est suspendue deux ans pour dopage après un contrôle positif lors de la Coupe d'Europe 1991.

### Palmarès
| Date | Compétition                    | Lieu         | Résultat | Marque |
| ---- | ------------------------------ | ------------ | -------- | ------ |
| 1991 | Championnats du monde en salle | Séville      | 6e       | 1,88 m |
| 1993 | Championnats du monde          | Stuttgart    | 4e       | 1,94 m |
| 1994 | Championnats d'Europe          | Helsinki     | 2e       | 1,96 m |
| 1995 | Championnats du monde en salle | Barcelone    | 5e       | 1,96 m |
| 1995 | Finale du Grand Prix IAAF      | Monaco       | 3e       | 1,96 m |
| 1996 | Jeux olympiques d'été          | Atlanta      | 5e       | 1,99 m |
| 1998 | Championnats d'Europe          | Budapest     | 6e       | 1,92 m |
| 1998 | Coupe du monde des nations     | Johannesburg | 4e       | 1,93 m |

### Records
| Épreuve         | Performance | Lieu     | Date        |
| --------------- | ----------- | -------- | ----------- |
| Saut en hauteur | 2,01 m      | Kalamata | 23 mai 1998 |